# شانون دون داونینگ
شانون دون داونینگ (انگلیسی: Shannon Dunn-Downing؛ زادهٔ november ۲۶, ۱۹۷۲ (۵۲ سال)) ورزشکار اسنوبردسواری اهل ایالات متحده آمریکا است.
وی در مسابقات کشوری و بین‌المللی در مجموع برندهٔ ۲ مدال طلا، ۲ مدال نقره، ۱ مدال برنز شده‌است.